# Божичевич, Фред
Фред Марк Божичевич (швед. Fred Marc Božičević; род. 28 сентября 2007) — шведский футболист, нападающий «Вернаму».

## Клубная карьера
Является воспитанником «Вернаму», где выступал за юношеские команды клуба. С сентября 2022 года стал привлекаться к тренировкам с основным составом. В конце месяца подписал с клубом первый молодёжный контракт. В июле 2023 года подписал новый контракт, рассчитанный на три года, и был переведён в первую команду. Первую игру за основной состав провёл 28 февраля 2025 года в матче группового этапа кубка страны с АИК, появившись на поле на 83-й минуте вместо Симона Терна. 5 июля того же года дебютировал в чемпионате Швеции во встрече с «Хаммарбю», заменив на 80-й минуте Айдина Зельковича.
9 июля 2025 года на правах аренды до конца сезона перешёл «Хускварну», выступавшую в первом дивизионе. Соглашение между клубами предусматривало возможность выступления за обе команды.

## Карьера в сборной
Выступал за юношеские сборные Швеции различных возрастов. В мае 2024 года в составе сборной до 17 лет принимал участие в юношеском чемпионате Европы. На турнире принял участие в трёх встречах группового этапа: со Словакией (0:0), Польшей (2:2) и Италией (1:0). В играх с поляками и итальянцами забил по голу.

## Клубная статистика
| Выступление      | Выступление      | Выступление      | Лига | Лига | Кубки | Кубки | Конт. кубки | Конт. кубки | Итого | Итого |
| Клуб             | Лига             | Сезон            | Игры | Голы | Игры  | Голы  | Игры        | Голы        | Игры  | Голы  |
| ---------------- | ---------------- | ---------------- | ---- | ---- | ----- | ----- | ----------- | ----------- | ----- | ----- |
| Вернаму          | Алльсвенскан     | 2025             | 1    | 0    | 1     | 0     | 0           | 0           | 2     | 0     |
| Вернаму          | Итого            | Итого            | 1    | 0    | 1     | 0     | 0           | 0           | 2     | 0     |
| Всего за карьеру | Всего за карьеру | Всего за карьеру | 1    | 0    | 1     | 0     | 0           | 0           | 2     | 0     |